# 羽咋郡市広域圏事務組合
羽咋郡市広域圏事務組合（はくいぐんしこういきけんじむくみあい）は、羽咋市、宝達志水町、志賀町の1市2町で構成する一部事務組合。

## 所在地
- 事務局 - 〒925-8505 石川県羽咋市中央町ア185番地

## 共同事務
- 消防及び救急業務
- 公立羽咋病院の設置及び管理に関する事務
- 助産施設の設置及び管理に関する事務
- 介護保険法に基づく居宅介護支援事業及びサービス事業に関する事務
- 広域行政事務の連絡調整及び広域計画の策定に関する事務
- 能登空港ターミナルビル株式会社への出資に関する事務
- 森林火入許可に関する事務
- 一般廃棄物処理施設の設置及び管理に関する事務（クリンクルはくい）
- 火葬場の設置及び管理に関する事務（羽咋斎場・志賀斎場）
- 煙火の消費許可に関する事務
- 電気用品販売業者への立ち入り検査に関する事務
- 千里浜なぎさ区域の環境の整備等に関する事務（羽咋市、宝達志水町の共同事務）

## 組織
（ ）の中は職員定数
- 組合長
  - 副組合長
    - 会計管理者
      - 出納室

    - 事務局 （24）※出納室も含む
      - 総務課
      - 環境保全課

    - 病院事業管理者
      - 公立羽咋病院（210）

    - 消防本部（110）
      - 予防課
      - 警防課
      - 羽咋消防署
      - 宝達志水消防署
      - 志賀消防署
        - 富来分署
- 議会
  - 議会事務局（2）
- 監査委員
- 羽咋郡市公平委員会

## 管内の概要
管内の人口 - 54,883人
- 羽咋市 - 21,531人
- 宝達志水町 - 13,095人
- 志賀町 - 20,257人

2019年（令和元年）7月1日現在
管内の世帯数 - 21,621世帯
- 羽咋市 - 8,565世帯
- 宝達志水町 - 4,962世帯
- 志賀町 - 8,094世帯

2019年（令和元年）7月1日現在
管内の面積 - 440.13 km2
- 羽咋市 - 81.85 km2
- 宝達志水町 - 111.52 km2
- 志賀町 - 246.76 km2

2018年（平成30年）10月1日現在

## 常備消防
羽咋郡市広域圏事務組合消防本部（はくいぐんしこういきけんしょうぼうほんぶ）は、羽咋市、宝達志水町、志賀町の1市2町を管轄する消防部局（消防本部）。

### 組織
- 消防長
  - 消防次長
    - 予防課
    - 警防課
      - 通信指令室

    - 羽咋消防署
    - 宝達志水消防署
    - 志賀消防署
      - 富来分署